# Воскресенский сельский округ (Ярославская область)
Воскресенский сельский округ — административно-территориальная единица в Любимском районе Ярославской области России. Образован, как и остальные округа, 7 февраля 2002 года в результате областной административно-территориальной реформы. До 2002 года на территории сельского округа существовал Воскресенский сельсовет (административный центр деревня Гузыцино).
В административных границах Воскресенского и Троицкого сельских округов образовано 1 января 2005 года муниципальное образование Воскресенское сельское поселение, в соответствии с законом Ярославской области № 65-з от 21 декабря 2004 года «О наименованиях, границах и статусе муниципальных образований Ярославской области».

## Населённые пункты
На территории сельского округа находятся 63 населённых пункта.
| №  | Населённый пункт        | Тип населённого пункта | Население |
| -- | ----------------------- | ---------------------- | --------- |
| 1  | Антушово                | деревня                | →0        |
| 2  | Аристово                | деревня                | →0        |
| 3  | Афанасьевское           | деревня                | ↘0        |
| 4  | Баринцево               | деревня                | ↘1        |
| 5  | Барское                 | деревня                | ↘2        |
| 6  | Благуново               | деревня                | ↘1        |
| 7  | Бородино                | деревня                | ↗2        |
| 8  | Будаково                | деревня                | ↗11       |
| 9  | Бутрево                 | деревня                | →0        |
| 10 | Вахромейка              | деревня                | ↗143      |
| 11 | Верхний Жар             | деревня                | →9        |
| 12 | Вознесение              | село                   | →0        |
| 13 | Воскресенское           | село                   | ↗37       |
| 14 | Вязниково               | деревня                | ↘1        |
| 15 | Глазково                | деревня                | ↗6        |
| 16 | Губино                  | деревня                | ↘13       |
| 17 | Гузыцино                | деревня                | ↗146      |
| 18 | Дмитриково              | деревня                | →7        |
| 19 | Добродеево              | деревня                | →0        |
| 20 | Дор Павлов              | деревня                | ↘3        |
| 21 | Дорское                 | деревня                | ↘28       |
| 22 | Зубово                  | деревня                | →0        |
| 23 | Ивановское              | деревня                | ↘0        |
| 24 | Илькино                 | деревня                | ↘10       |
| 25 | Клепиково               | деревня                | ↘0        |
| 26 | Кобылино                | деревня                | →0        |
| 27 | Кузовлево               | деревня                | →2        |
| 28 | Леонтьево               | деревня                | ↘0        |
| 29 | Маслово                 | деревня                | ↘0        |
| 30 | Митино                  | деревня                | ↘2        |
| 31 | Михаил-Архангел         | деревня                | →25       |
| 32 | Михалево                | деревня                | →0        |
| 33 | Надеево                 | деревня                | ↘4        |
| 34 | Накоступово             | деревня                | ↗22       |
| 35 | Нестерково              | деревня                | ↗8        |
| 36 | Нестерово               | деревня                | →1        |
| 37 | Нижний Жар              | деревня                | ↗7        |
| 38 | Новоселки               | деревня                | →0        |
| 39 | Овсяниково              | деревня                | ↘6        |
| 40 | Павловское              | деревня                | ↘0        |
| 41 | Парфеньево              | деревня                | →0        |
| 42 | Пархачево               | деревня                | →0        |
| 43 | Первожино               | деревня                | →4        |
| 44 | Пищалино                | деревня                | →0        |
| 45 | Плещаево                | деревня                | ↘0        |
| 46 | Починок                 | деревня                | ↗1        |
| 47 | Ретивцево               | деревня                | ↘0        |
| 48 | Рождественская Слободка | деревня                | ↗2        |
| 49 | Романцево               | деревня                | ↘21       |
| 50 | Рухтово                 | деревня                | ↗1        |
| 51 | Сельцо                  | деревня                | ↗3        |
| 52 | Семенцево               | деревня                | ↘0        |
| 53 | Семенцево               | деревня                | →0        |
| 54 | Слободка                | деревня                | ↘0        |
| 55 | Соть                    | посёлок                | ↘1        |
| 56 | Страшево                | деревня                | ↘100      |
| 57 | Стряпово                | деревня                | ↘80       |
| 58 | Уварово                 | деревня                | →1        |
| 59 | Фрольцево               | деревня                | ↘141      |
| 60 | Часовенка               | деревня                | →0        |
| 61 | Чирково                 | деревня                | ↗4        |
| 62 | Шашково                 | деревня                | ↗12       |
| 63 | Язвицево                | деревня                | ↘24       |